# Карла Естрада
Карла Естрада (шп. Carla Estrada) мексичка је телевизијска продуценткиња, најпознатија по сарадњи са продукцијском кућом Телевиса.
Рођена је 11. марта 1956. у Мексику.
Планирала је да студира психологију, али се одлучила за комуникацију медија.
Прва је жена продуцент на Телевиси. Почеци су били тешки јер ниједан од, тада, популарних глумаца није хтео да ради са њом, а и колеге је нису поштовале. Како је време пролазило ствари су се мењале и данас су њене теленовеле једне од најбољих и напознатијих.
Веома је цењена у Мексику. 2005. мексичка влада посветила јој је статуу са њеним ликом у једном од најбољих паркова града Мексика.
Њена прва теленовела је Pobre Juventud, а прва већа продукција Amor de nadie.
Више од двадесет година ради са истим људима.
Продуцирала је четири историјске теленовеле: Алондру, Праву љубав, Албораду и Страсти.
Са глумицама Лусеро и Аделом Норијега снимила је по 5 теленовела.
Успешна каријера кренула је тинејџерском теленовелом Quinceañera, затим серијама Amor en silencio, Los parientes pobres, De frente al sol, Алондра, Љубавне везе, Te sigo amando, Право на љубав, Извор.
У позоришту је радила на представама Tom Sawyer, Rojo Amanecer, OZ и Cadenas de dulzura.
Продуцирала је хумористичке програме El privilegio de mandar (2005 — 2006), La parodia (2003.-2007) и La hora pico (2000.-2007).
2007. је часопис People En Español уврштава у 100 најутицајнијих Хиспаноамериканаца.
2009. је после неколико историјских снимила савремену мелодраму Магична привлачност, по сценарију Марије Заратини и у режији Монике Мигел.

## Филмографија
| Година:   | Српски наслов:      | Оригинални наслов: | Главне улоге:                          |
| --------- | ------------------- | ------------------ | -------------------------------------- |
| 1986/1987 | /                   |                    | Габријела Роел и Алберто Мајагоитија   |
| 1987.     | /                   |                    | Офелија Кано и Виктор Камара           |
| 1987/1988 | /                   |                    | Адела Норијега и Ернесто Лагвардија    |
| 1988.     | /                   |                    | Ерика Буенфил и Омар Фијеро            |
| 1989/1990 | /                   |                    | Лусеро и Омар Фијеро                   |
| 1990/1991 | /                   |                    | Лусија Мендез и Фернандо Аљенде        |
| 1992.     | /                   |                    | Марија Сорте и Алфердо Адаме           |
| 1993.     | /                   |                    | Лусеро и Ернесто Лагвардија            |
| 1993/1994 | Са оне стране моста |                    | Марија Сорте и Алфредо Адаме           |
| 1995.     | Алондра             |                    | Ана Колчеро и Ернесто Лагвардија       |
| 1995/1996 | Љубавне везе        |                    | Лусеро и Луис Хосе Сантандер           |
| 1996/1997 | /                   |                    | Клаудија Рамирез и Луис Хосе Сантандер |
| 1997.     | /                   |                    | Адела Норијега и Фернандо Кариљо       |
| 1998/1999 | Право на љубав      |                    | Адела Норијега и Рене Стриклер         |
| 2000.     | Ти си моја судбина  |                    | Лусеро и Хорхе Салинас                 |
| 2001/2002 | Извор               |                    | Адела Норијега и Маурисио Ислас        |
| 2003.     | Права љубав         |                    | Адела Норијега и Фернандо Колунга      |
| 2005/2006 | Алборада            |                    | Лусеро и Фернандо Колунга              |
| 2007/2008 | Страсти             |                    | Сусана Гонзалез и Фернандо Колунга     |
| 2009.     | Магична привлачност |                    | Жаклин Бракамонтес и Вилијам Леви      |